# Psectrocladius bifilis
Psectrocladius bifilis är en tvåvingeart som beskrevs av Jean-Jacques Kieffer 1923. Psectrocladius bifilis ingår i släktet Psectrocladius och familjen fjädermyggor.
Artens utbredningsområde är Tyskland. Inga underarter finns listade i Catalogue of Life.